# Nachtjäger
Ein Nachtjäger ist ein Jagdflugzeug, das mit besonderen Ausrüstungen versehen wurde, um gegnerische Flugzeuge speziell in der Nacht ausmachen und bekämpfen zu können.

## Geschichte

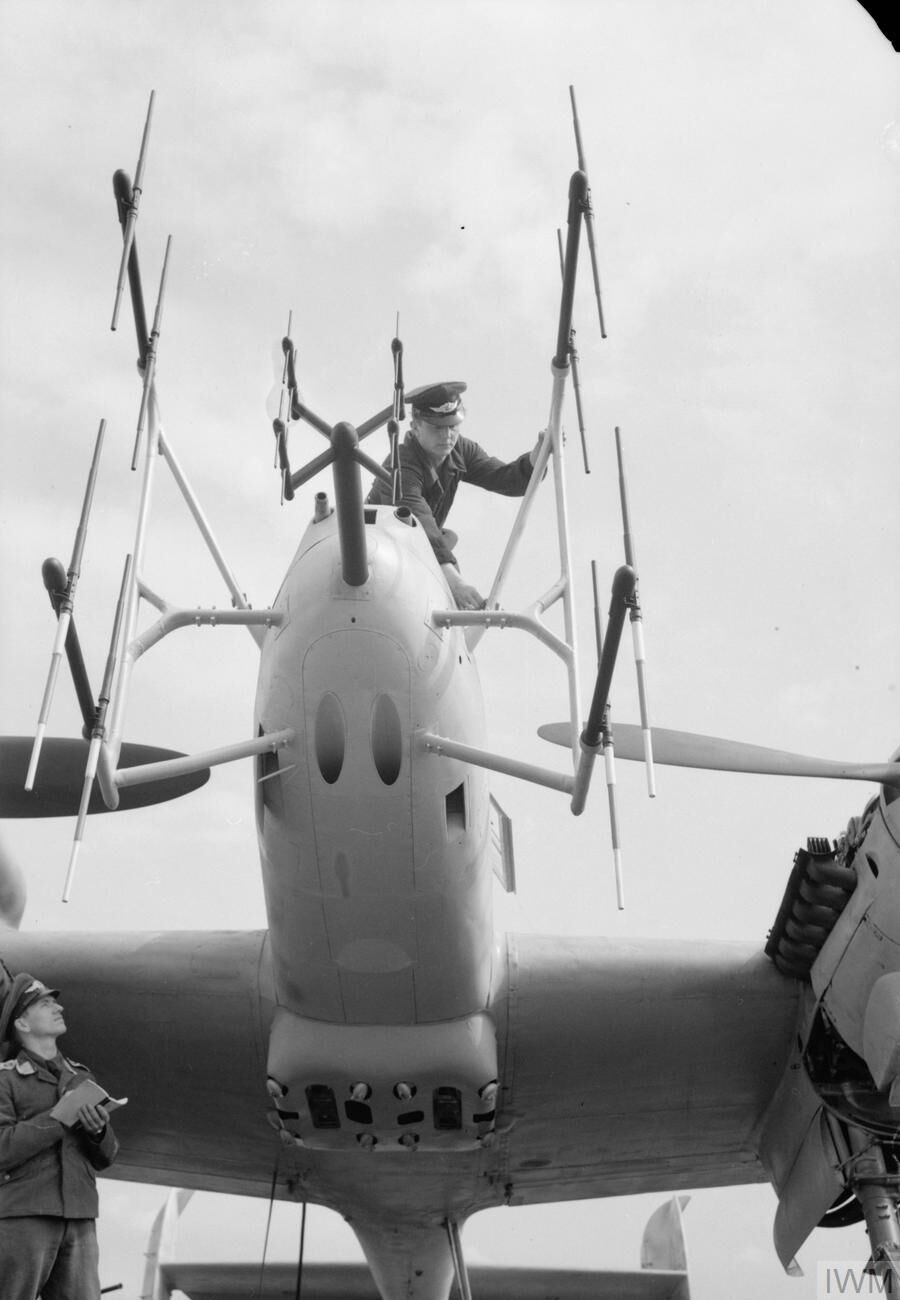
Antennen – „Hirschgeweih“ genannt – an einem deutschen Nachtjäger Bf 110

Die Entwicklung der Nachtjagdflugzeuge begann bereits Anfang des Zweiten Weltkrieges, als die Verlustraten der Bombergeschwader bei Tagbombenangriffen dazu führten, nachts anzugreifen. Zur Verhinderung dieser Angriffe wurden bestehende Flugzeugtypen entsprechend umgerüstet.
Die Maschinen erhielten in der Regel einen dunklen Tarnanstrich sowie spezielle Flammendämpfer am Auspuff. Zur Ortung feindlicher Flugzeuge wurden Radargeräte und frühe Infrarotsichtgeräte sowie Restlichtverstärker verwendet. Bei deutschen Nachtjägern kamen auch passive Radardetektoren wie bspw. das Naxos zum Einsatz, die das englische H2S-Radar orten und verfolgen konnten. Aufgrund der Reichweite und des Entwicklungsstandes kamen vor allem aktive Radargeräte zum Einbau. 
Die auffälligen und den Luftwiderstand stark erhöhenden Antennen der frühen Geräte waren bei den deutschen Nachtjägern am Flugzeugbug befestigt; sie bekamen aufgrund ihres Aussehens den Spitznamen Hirschgeweih. Spätere kleinere Antennen konnten an den Flügeln oder in speziellen Radarverkleidungen (Radom) untergebracht werden. Radarstationen am Boden wie das Würzburg-Radar oder der Würzburg-Riese halfen bei der Zielfindung. 
Da die Bordgeräte relativ schwer waren und zudem von einem separaten Besatzungsmitglied bedient werden mussten, kamen meist zweimotorige mehrsitzige Flugzeuge zum Einsatz. Im weiteren Verlauf des Krieges wurden spezielle Konstruktionen für die Nachtjagd geschaffen, etwa die deutsche Heinkel He 219 („Uhu“; eingesetzt ab Juni 1943; etwa 280 Stück produziert) und die amerikanische Northrop P-61 „Schwarze Witwe“.
Die He 219 hatte für die Piloten einen großen Vorteil gegenüber den herkömmlichen Nachtjägern: In allen anderen Flugzeugen wurden sie durch das Mündungsfeuer der eigenen Waffen geblendet. Durch die Anordnung der Bordwaffen mehr als zwei Meter hinter und unter der Pilotenposition wurde eine Blendung vermieden.
Im Verlauf der 1950er Jahre und der Verbesserung der Radartechnik kam es zur Entwicklung der Allwetterjagdflugzeuge, die auch nachts eingesetzt werden konnten. Heute sind alle modernen Jagdflugzeuge auch für die Nachtjagd und Allwetterjagd geeignet.

## Bekannte Nachtjagdflugzeuge

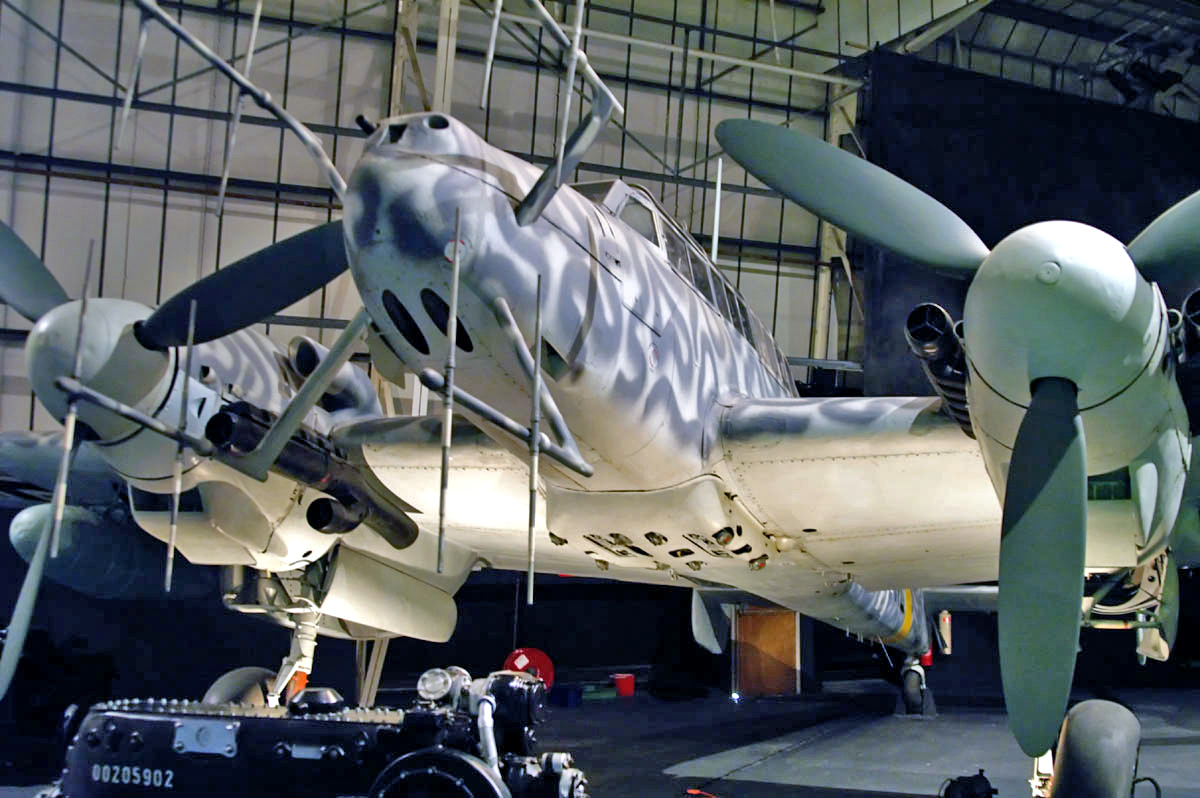
Bf 110 Ausf. G Hier deutlich zu erkennen: die aufwendig gestaltete, extrem helle Unterseite, zur Tarnung gegen Flakscheinwerfer
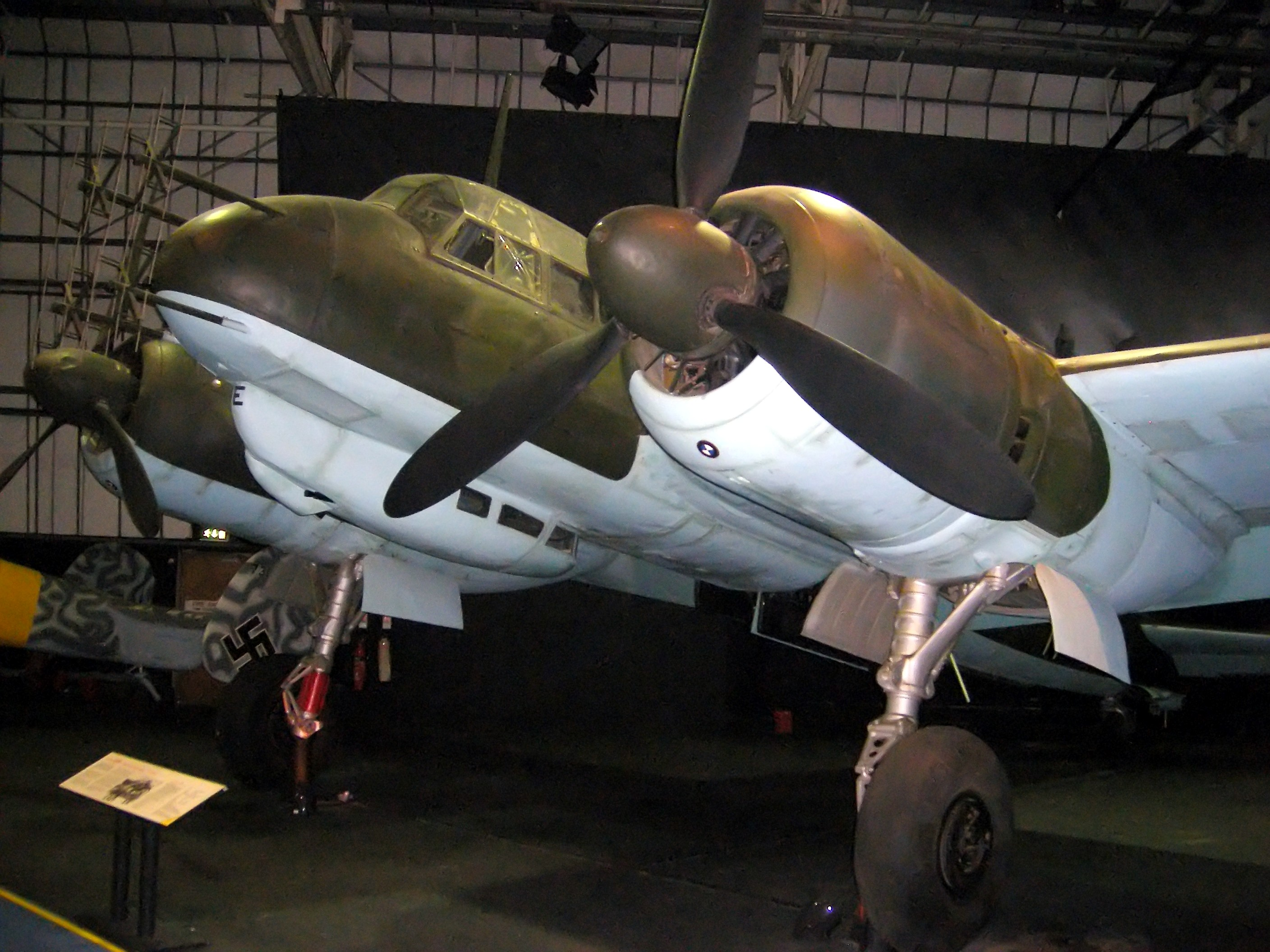
Ju 88 Ausf. R
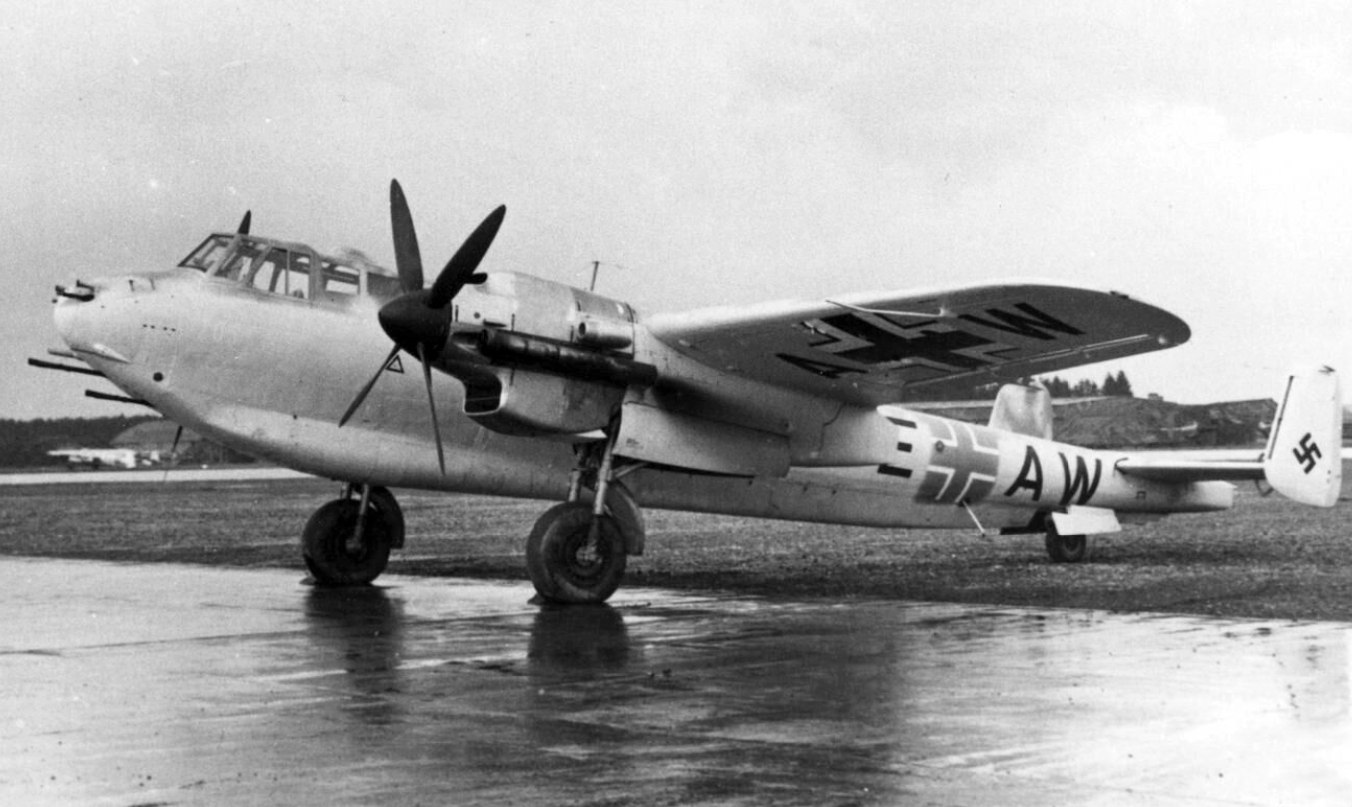
Do 217 Ausf. N
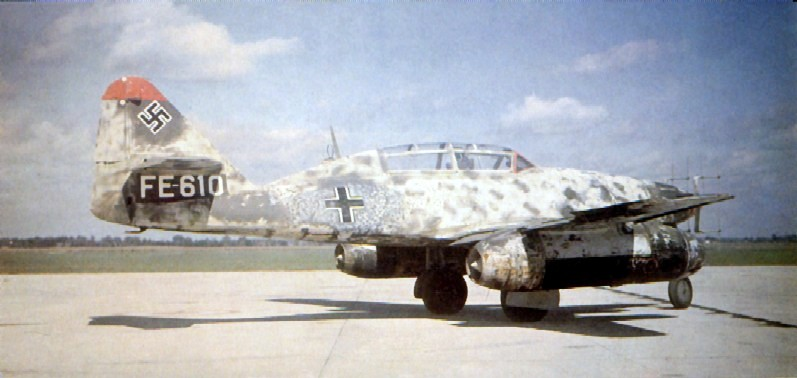
Me 262 Ausf. U
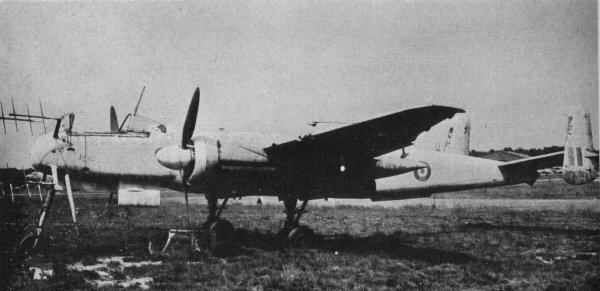
He 219
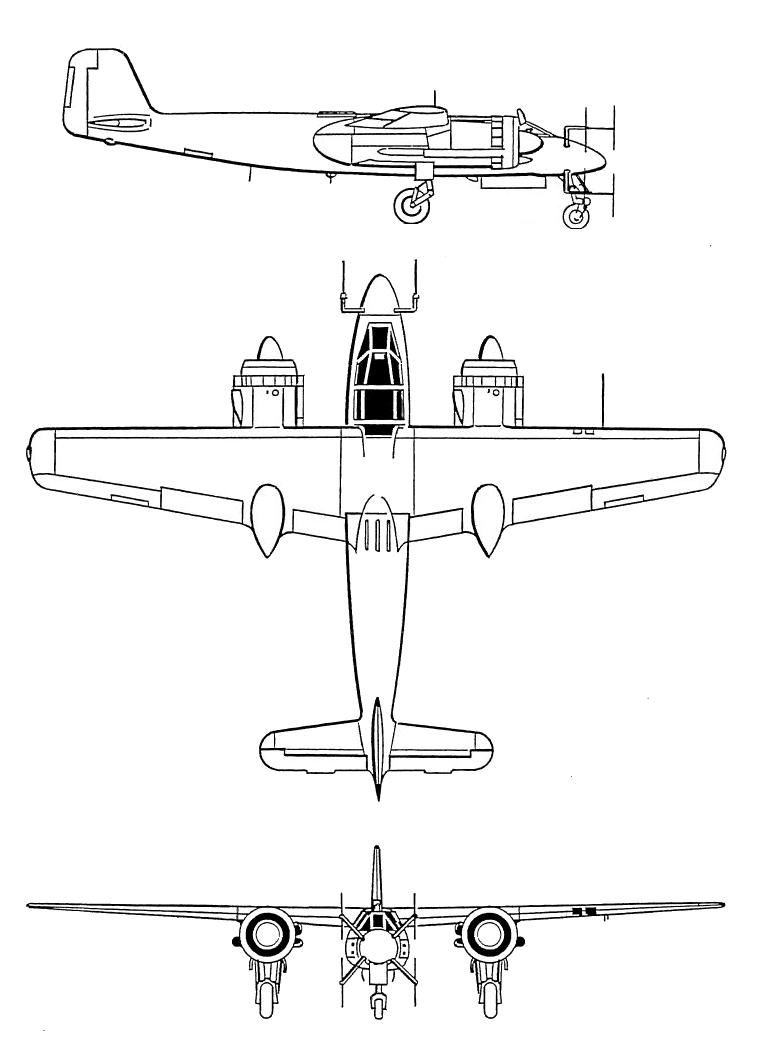
Ta 154
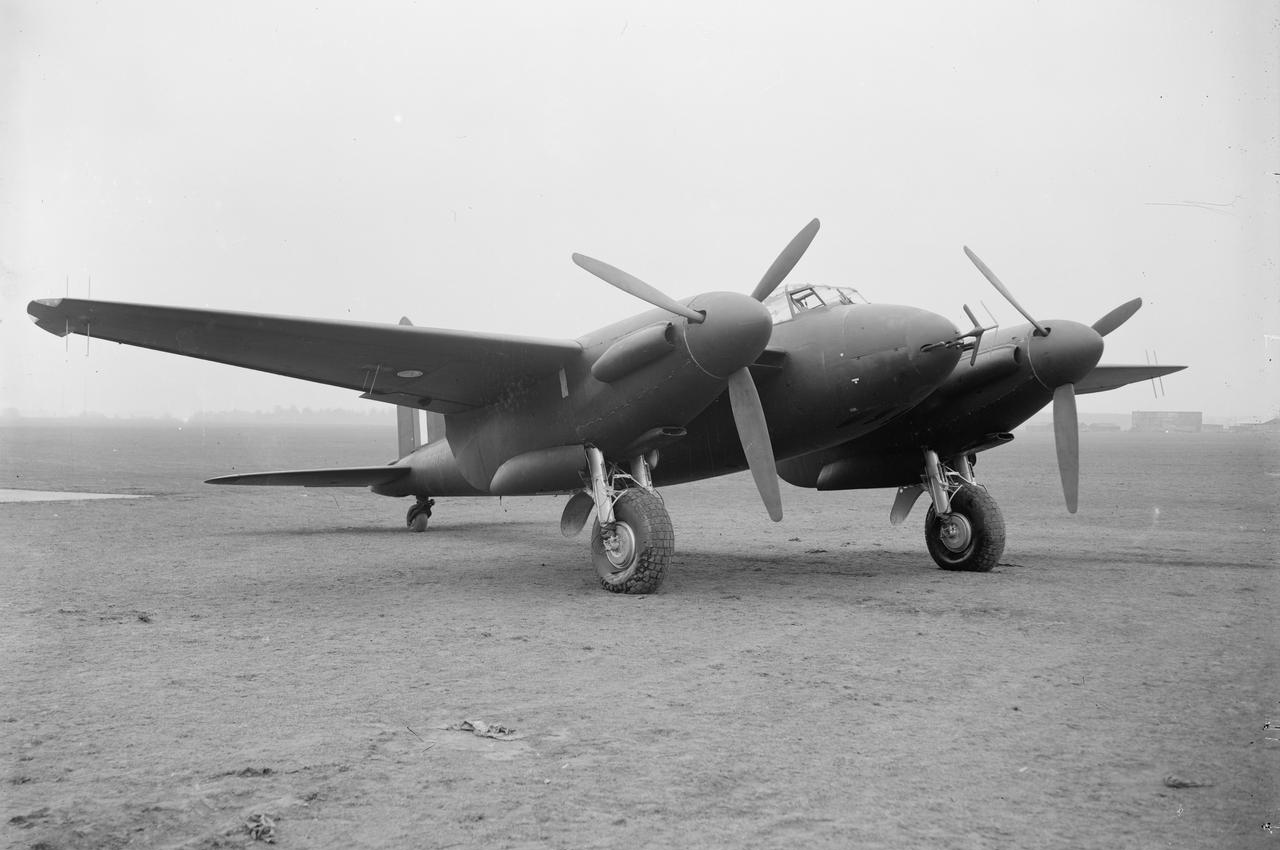
De Havilland DH.98 Mosquito
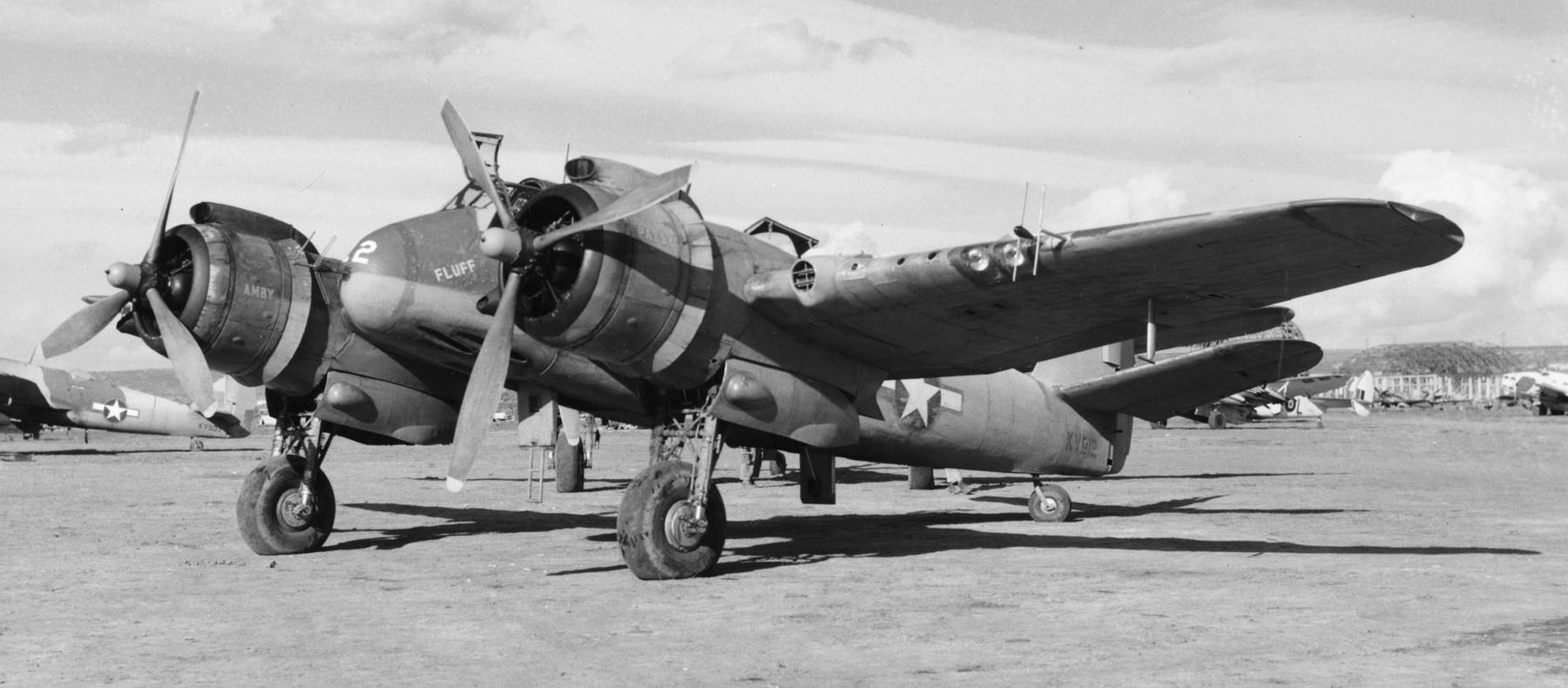
Bristol Beaufighter
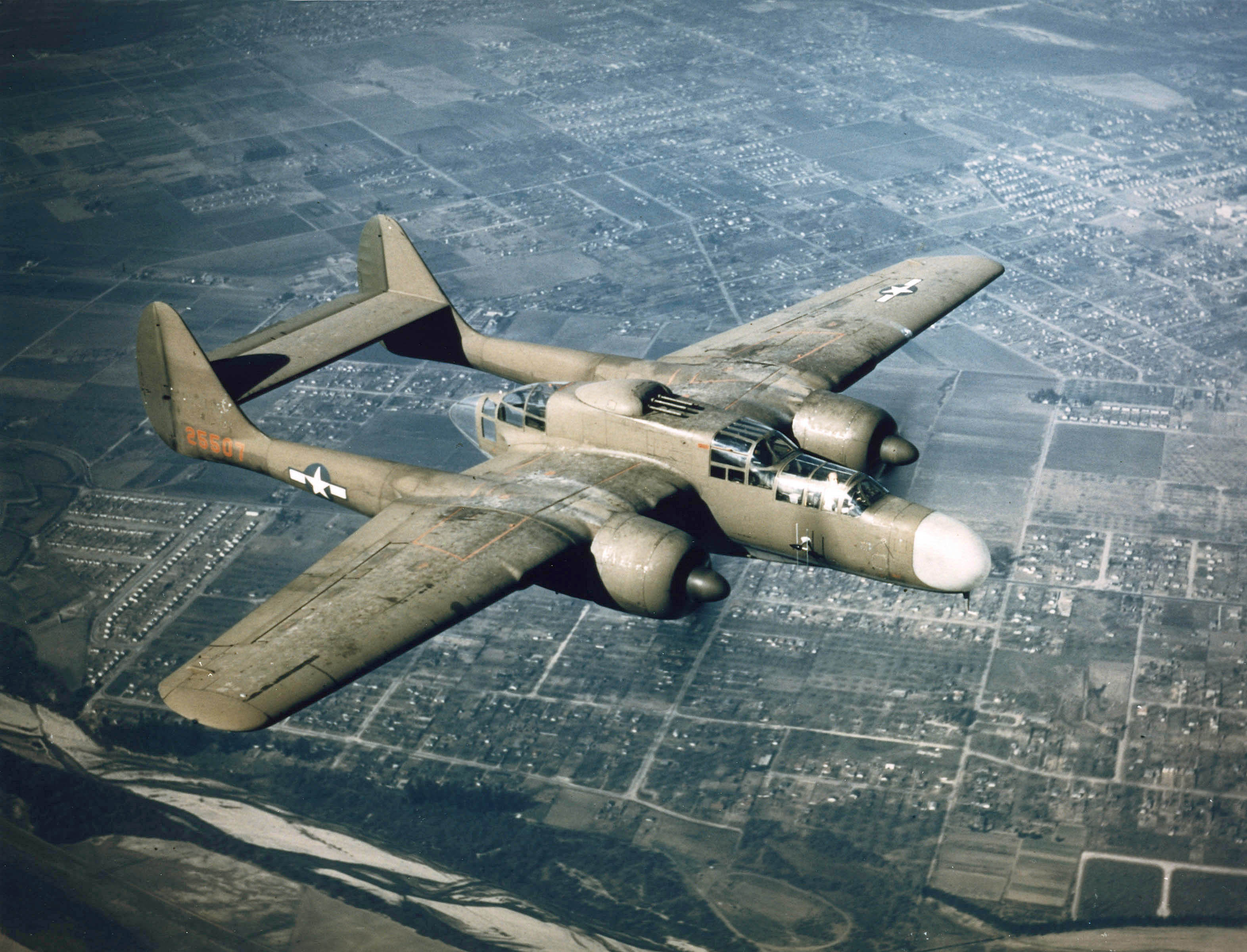
Northrop P-61
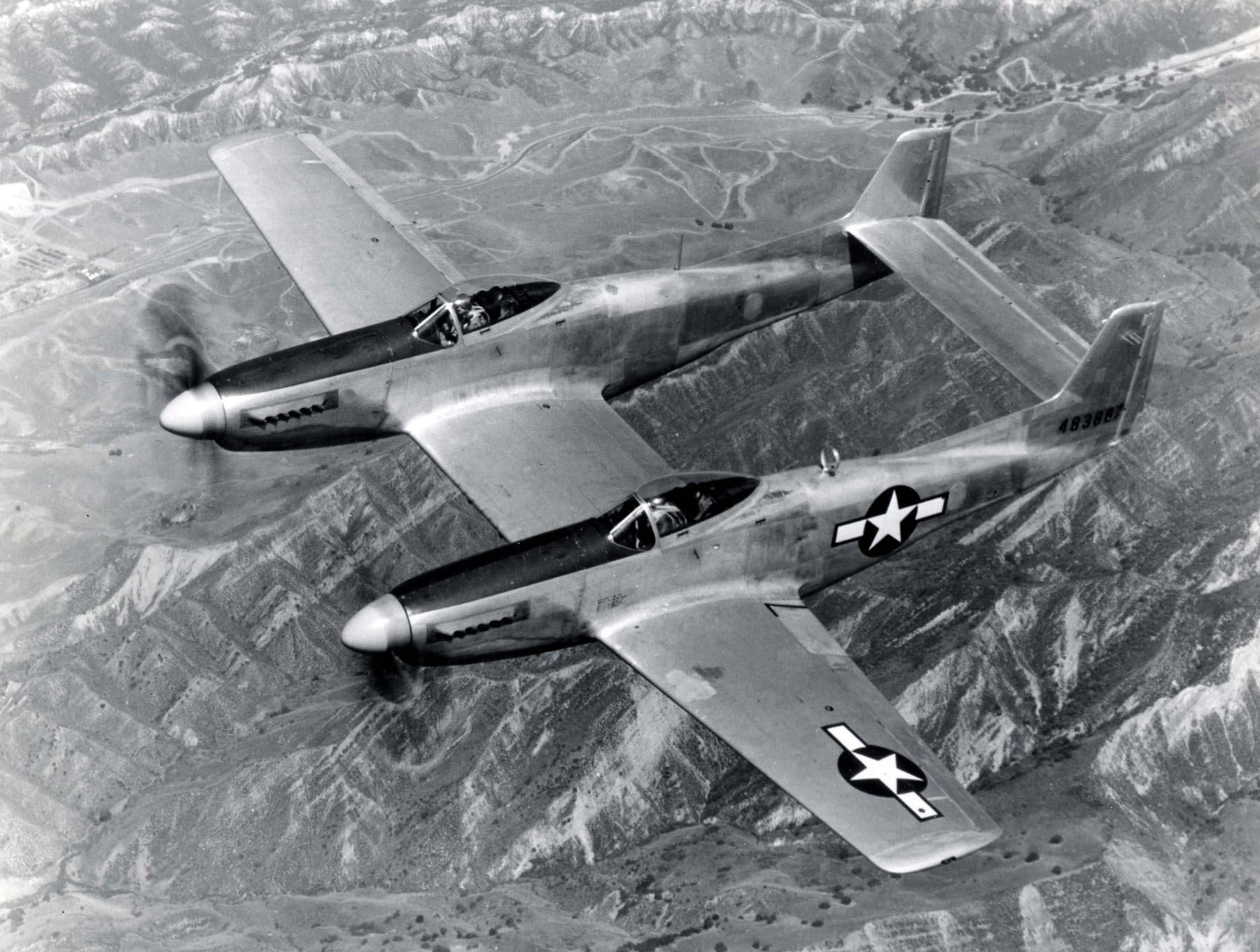
North American F-82

## Bekannte Nachtjäger-Piloten
- Heinz-Wolfgang Schnaufer
- Helmut Lent
- Prinz Heinrich zu Sayn-Wittgenstein
- Werner Streib
- Paul Zorner
- Ludwig Becker
- Kurt Welter
- Gordon M. Gollob
- Ludwig Meister